# سید نورالدین هندی

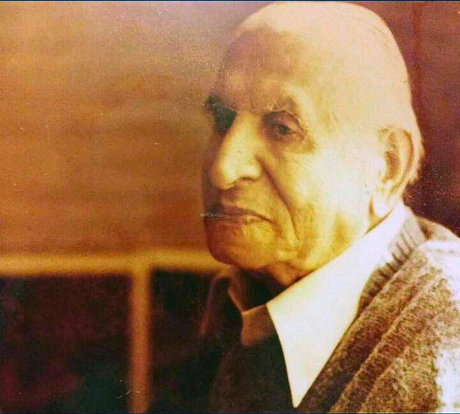
نورالدین معروف به نورالله هندی

سید نورالدین هندی (۱ اسفند ۱۲۷۶، خمین – ۳۰ تیر ۱۳۵۵، تهران) برادر دوم سید روح‌الله خمینی و سیدمرتضی پسندیده و غیرروحانی بود؛ که پس از تحصیل علوم دینی، به عنوان وکیل دادگستری در خمین مشغول گردید. وی در ۳۰ تیرماه سال ۱۳۵۵ درگذشت و در قم (آرامستان باغ بهشت) به خاک سپرده شد.

## تولد
سید نورالدین – که در خانه به نورالله مشهور بود- در سحرگاه اول اسفند ۱۲۷۶ خورشیدی در همان خانه‌ای که ۵ سال بعد روح‌الله خمینی به دنیا آمد متولد شد.

## تحصیلات و فعالیت‌ها
سید نورالدین، هر چند ابتدا به تحصیل حوزوی پرداخت ولی بعد علاقه‌ای نشان نداد و به کشاورزی مشغول شد. در عین حال به کسب معلومات قضایی نیز می‌پرداخت. او که به خوش خلقی و خوش‌برخوردی با مخالف و موافق شهره بود با اینکه در سلک یک عالم دینی و روحانی نبوده و شغل اداری داشته، اما یار و پشتیبان آیت‌الله خمینی بود و در دوران حیات خود بیشتر وقت‌ها تحت نظر نیروهای امنیتی حکومت پهلوی قرار داشت.
پس از کودتای ۳ اسفند ۱۲۹۹ و تأسیس تشکیلات جدید اداری به خصوص ادارات قضایی به خاطر معلومات و سرشناسی، نورالدین به ریاست دادگستری خمین برگزیده شد. البته در رسیدگی به امور قضایی خمین تنها نبود بلکه پسر عمه‌اش – میرزا علی محمد امام جمعه - نیز به عنوان فقیه دادگستری مددیار او بود.
بعدها به دلیل ارتباط نزدیک با بختیاری‌ها مغضوب رضا خان سردار سپه شد و مورد پیگرد قرار گرفت به گونه‌ای که در سال ۱۳۰۳ از سوی نظمیه بازداشت شد. در پی آن سید نورالدین ناچار از ترک اداره دادگستری شد و به عنوان وکیل دادگستری مشغول کار شد و تا آخر نیز در این شغل باقی‌ماند.
نورالله به رسم آن زمان از هنگام شروع به تحصیل از ۶ سالگی عبا و عمامه استفاده می‌کرد و در دوره کار دادگستری خمین و وکالت نیز با همین لباس فعالیت داشت اما در سال ۱۳۱۳ از زمانی که قانون پوشیدن لباس‌های متحد الشکل برای مردان تصویب و اجباری شد و برای لباس روحانیت هم مجوز و حکم اجتهاد می‌خواستند چون مجوز معمم بودن نداشت ناگزیر از کنار گذاشتن عبا و عمامه شد و تا آخر عمر نیز لباس رسمی – کت و شلوار و کراوات – بر تن داشت.

## مرگ
سید نورالدین هندی در نهایت در ۷۸ سالگی در ۳۰ تیرماه ۱۳۵۵ درگذشت و در گورستان باغ بهشت قم (رو به روی گلزار شهدای قم) به خاک سپرده شد.
فاطمه طباطبایی عروس روح الله خمینی (همسر سید احمد خمینی) هم در خاطرات خود به او اشاره می‌کند: «آقای هندی با توجه به شغل وکالت به دلیل دشمنی یکی از موکلین در آغاز دهه ۴۰ با چاقو به شدت مضروب شد و چند هفته در بیمارستان بستری بود و امام خمینی برای عیادت برادر از قم به تهران می‌آمد.»
پس از فوت او روح الله خمینی نامه‌ای از نجف فرستادند: «من الان تنها نشسته‌ام و به برادرم که در این آخر عمر موفق نشدم او را ببینم فکر می‌کنم تقدیر این است که من به ملاقات عزیزانم نایل نشوم. از امشب مجلس ختم در مسجد شیخ منعقد است… مقدر بود که من به مجلس عزای برادرم بروم. زنده باشم و تحمل مصیبت کنم … من با حال بسیار افسرده این نامه را نوشتم…»
روح‌الله پس از بازگشت به ایران و بعد از یک ماه که از تهران به قم رفت، پس از دو سال و نیم این امکان را یافت که بر مزار برادر حاضر شود.

## ماجرای انتخاب نام خانوادگی
علت تفاوت نام خانوادگی برادران (مصطفوی، پسندیده و هندی) این بود که به موجب قانون اولیه ثبت احوال در هر شهر نباید نام خانوادگی اشخاص تکراری می‌شد؛ لذا روح‌الله نام خانوادگی مصطفوی (برگرفته از نام پدرش، سید مصطفی) و دو برادر دیگر، یعنی سید مرتضی و سید نورالدین به رغم منع قانونی هر دو نام خانوادگی هندی را برمی‌گزینند که برگرفته از نام پدربزرگشان (سیداحمد هندی) بود. در جریان جنگ جهانی دوم (سال‌های ۱۳۱۷ و ۱۳۱۸ خورشیدی) که سربازان هندی برای انگلیسی‌ها می‌جنگیدند رضا شاه که به نوعی با آلمان‌ها بود با هر چه یادآور انگلیس و هند باشد مخالف بود و به همین خاطر حذف آثار هندی و انگلیسی در دستور کار دولت قرار گرفت و کمیسیونی برای رسیدگی به نام خانوادگی مرتضی و نورالدین در خمین تشکیل شد که رای به تغییر نام هندی داد. مرتضی قبول کرد و «پسندیده» را پیشنهاد داد و کمیسیون پذیرفت ولی آقا نورالدین از رای کمیسیون اطاعت نکرد.